# Vattbådan
Vattbådan är en ö i Finland. Den ligger i sjön Västerfjärden och i kommunen Närpes i den ekonomiska regionen  Sydösterbotten och landskapet Österbotten, i den sydvästra delen av landet, 300 km nordväst om huvudstaden Helsingfors. Öns area är 0,3 hektar och dess största längd är 100 meter i nord-sydlig riktning.